# West End (Kajmany)
West End – miejscowość na Kajmanach, w zachodniej części wyspy Cayman Brac; 1000 mieszkańców (2006).
W miejscowości znajduje się port lotniczy Charles Kirkconnell.